# 曹寅
曹 寅（そう いん、1658年 - 1712年）は、中国清初の政治家・文人・蔵書家・出版家。字は子清、号は楝亭（れんてい）。父は曹璽。叔父は曹爾正。異母弟は曹荃（もとの名は曹宣）。従弟（曹爾正の子）は曹宜。実子は曹顔。猶子（曹荃の子）は曹顒・曹頫。従子（曹荃の子）は曹順・曹頔・曹頎。孫（猶子の曹頫の子）に『紅楼夢』の作者として知られる曹霑（曹雪芹）がいる。

## 生涯
曹家は内務府包衣正白旗旗鼓佐領（皇帝に奉仕する内務府包衣のうち、漢人で構成された佐領）に所属しており、祖籍は北方だが、代々南京の江寧織造をつとめた。
実母は顧氏。嫡母の孫氏は康熙帝の乳母であり、曹寅は康熙帝の寵臣として重用され、位は通政使にのぼった。康熙帝が江南に巡行したとき、4回までも織造署が行在所になる栄誉に輝いた。
曹寅の没後、猶子の曹顒（そうぎょう）は1715年に没し、曹寅の弟の曹荃の子で猶子になっていた曹頫（そうふ）があとを継いだ。しかし、康熙帝が崩じて雍正帝が即位すると曹家はうとまれ、公金で接待費の穴埋めをしていた罪で家産を没収された。曹頫の子が曹雪芹である。

## 出版物・著作
曹寅は1705年に揚州詩局という出版局を設立し、康熙帝勅撰の『全唐詩』を刊刻した。『佩文韻府』の刊刻作業も行ったが、完成前に没した。
『楝亭五種』は宋の字書・韻書である『大広益解玉篇』『広韻』『附釈文互注礼部韻略』『集韻』『類篇』からなる。
叢書『楝亭十二種』は『録鬼簿』などの文学・芸術関係の書物を含む。
詩集に『楝亭詩鈔』がある。
『紅楼夢』第54回で言及されていることを根拠に周汝昌は戯曲『続琵琶』（蔡文姫と曹操を主人公とした伝奇、部分的に現存する）を曹寅の作とする。